# Enzo Striano
Enzo Striano (Napoli, 22 febbraio 1927 – Roma, 26 giugno 1987) è stato uno scrittore e giornalista italiano.
La sua opera più conosciuta è il romanzo Il resto di niente, Storia di Eleonora de Fonseca Pimentel e della rivoluzione napoletana del 1799.

## La vita
Enzo Striano nacque a Napoli il 22 febbraio 1927. Suo padre, Pasquale, era un lavoratore delle ferrovie, mentre sua madre, Antonia Fadda, era una maestra elementare.
Nel 1945, al liceo, partecipò alle uscite della piccola rivista La Giovane Fronda, con altri giovani intellettuali. Frequentò la facoltà di Lettere e Filosofia presso l'Università Federico II di Napoli e si laureò con una tesi su La prostituzione al tempo di Masaniello. Tra il 1947 e il 1949 scrisse per vari giornali, come il settimanale La Cronaca, e per i quotidiani La Repubblica d'Italia e l'Avanti!, per La Voce del Mezzogiorno, un settimanale comunista meridionale, e per Il Vesuvio, un settimanale che tratta di politica. Alla sua formazione contribuirono le riunioni in casa di Renato Caccioppoli, celebre matematico napoletano.
Negli anni cinquanta, poi, si iscrisse al Partito Comunista Italiano ed entrò nella redazione partenopea de l'Unità, fino al 1957. A cavallo con gli anni sessanta, Striano patisce le prime delusioni, visto il vago interesse della grande industria editoriale. Altre delusioni, per Striano, sono quelle politiche, in seguito ai fatti di Ungheria e alla posizione assunta dal suo partito. Si allontanò anche da L'Unità, alla quale lavorava come capo dei servizi sportivi nazionali su raccomandazione di Giorgio Amendola. Comincia a dedicarsi con maggiore forza all'insegnamento, pur non abbandonando la sua vena artistica. Gli anni settanta sono gli anni dei romanzi I giochi degli eroi, Il delizioso giardino e Indecenze di Sorcier. Nel decennio successivo pubblicò quello che è considerato il suo capolavoro, Il resto di niente (concluso nel 1982, ma pubblicato solo quattro anni dopo). Non arrivò a vedere il successo dell'opera, in quanto morì il 26 giugno del 1987.

## Le opere

### Romanzi
- I giochi degli eroi (1974)
- Il delizioso giardino (1975)
- Indecenze di Sorcier (1978)
- Il resto di niente (1986)
- Giornale di adolescenza (postumo, 2000)

### Altre opere
- Striano ha scritto anche l'opera teatrale Quel giuda nominato Trotskij, nel 1980.
- "Uomini ed Eroi" libro di Storia per il biennio degli istituti superiori pubblicato a Napoli dall'editore Loffredo (anni '60). Il volume è noto anche col titolo Gli eroi dell'uomo.
- Striano fu il curatore di Quante strade, antologia italiana per la scuola media con brani epici, pubblicata a Napoli dall'editore Loffredo in tre volumi a partire dal 1976.

## L'insegnante
A partire dagli anni '60 nell'insegnamento di Italiano e Storia negli istituti superiori ha espresso ad alti livelli la possibilità un valido "impegno politico e sociale" ricercando un proficuo rapporto con le nuove generazioni studentesche.